# Aqueduct Press
Aqueduct Press est une maison d'édition fondée par L. Timmel Duchamp en 2004 et basée à Seattle, Washington, États-Unis, qui publie des travaux de littératures de l'imaginaire présentant un point de vue féministe.
Dès 2007, Aqueduct Press publie les WisCon Chronicles sur la WisCon, conférence de science-fiction féministe. Nombres de titres publiés par cette maison d'édition ont été primés.

## Histoire
Aqueduct Press a été fondée en 2004 par L. Timmel Duchamp et constitue la première maison d'édition de science-fiction féministe. La société s'est concentrée sur la publication de fiction spéculative contenant un élément féministe. Depuis 2004, elle publie les Conversation Pieces qui est écrit par de nombreuses autrices et contient des recueils de poèmes, de fiction et d'essais.
Les titres comprennent à la fois de la fiction et de la critique, et également plusieurs des ouvrages de L. Timmel Duchamp, qui a cependant surtout œuvré comme éditrice. Parmi les autrices publiées on trouve :  Eleanor Arnason, Suzy McKee Charnas, Nicola Griffith, Gwyneth Jones, Ursula K Le Guin, Rosaleen Love, Helen Merrick et Lucy Sussex (en). Karen Joy Fowler et Eileen Gunn ont aussi collaboré comme éditrices. It Walks in Beauty, une anthologie de l'œuvre de Chandler Davis publiée en 2010, est le premier livre écrit par un homme publié par Aqueduct Press,.

### WisCon Chronicles
En 2007, Aqueduct Press publie une série de livres sur la WisCon, intitulée WisCon Chronicles, avec The WisCon Chronicles: Vol. 1, édité par L. Timmel Duchamp. Le volume 2 était The WisCon Chronicles: Volume 2: Essais provocateurs sur le féminisme, la race, la révolution et l'avenir, édité par Duchamp et Eileen Gunn ; suivi de The WisCon Chronicles: Vol. 3 : Le carnaval de la SF féministe, édité par  ; Les Chroniques du WisCon : Vol. 4 : Voix du WisCon  édité par Sylvia Kelso (en), et The WisCon Chronicles : Volume 5 : Écriture et identité raciale, édité par Nisi Shawl et publié à la  WisCon 35 (27-30 mai 2011), où Shawl était l'invitée d'honneur. Le volume 5, comme le volume 4 avant lui, a été financé par une subvention de la Society for the Furtherance & Study of Fantasy & Science Fiction [(SF) 3 ]. The WisCon Chronicles 6: Futures of Feminism and Fandom, édité par Alexis Lothian, a été publié au WisCon 36 en 2012 ; et The WisCon Chroncles 7: Shattering Ableist Narratives, édité par JoSelle Vanderhooft, a été publié au WisCon 37 fin mai 2013.

### Titres primés
Aqueduct Press a publié plusieurs titres primés et présélectionnés. Leur premier titre gagnant était Life de Gwyneth Jones publié en 2004. Aqueduct  a remporté le prix Philip K. Dick 2005, a été nommé sur la liste restreinte du prix commémoratif James Tiptree Jr 2005 et s'est classé 27e aux prix Locus 2005 du meilleur roman de science-fiction,,. Toujours en 2004, Love's Body de L. Timmel Duchamp, Dancing in Time a été nommé sur la liste restreinte pour le James Tiptree Jr Memorial Award 2005, s'est classé 21e aux Locus Awards 2005 pour la meilleure collection, et With Her Body de Nicola Griffith a été finaliste. aux Gaylactic Spectrum Awards 2005 pour la meilleure autre œuvre et au Lambda Literary Award 2005 pour la meilleure science-fiction / fantastique / horreur,,,. En 2006, le livre d'Andrea Hairston Mindscape a été finaliste pour le prix Philip K. Dick 2007 et a été nommé comme livre d'honneur aux James Tiptree Jr Memorial Awards 2007,. Dangerous Space de Kelley Eskridge s'est classé 17e aux Locus Awards 2008 et en 2009, Filter House de Nisi Shawl a remporté le James Tiptree Jr Memorial Award et a été nommé sur la liste restreinte pour la meilleure collection des World Fantasy Awards 2009 ,,.
Redwood and Wildfire d'Andrea Hairston publié par Aqueduct Press en 2011 a remporté le prix Otherwise.